# Renesančno gledališče
Gledališče Shakespearove dobe imenujemo renesančno oziroma elizabetinsko gledališče, imenovano po kraljici Elizabeti I., ki je tedaj vladala v 16. stol. so v Angliji uprizarjali gledališka dela na raznolikih mestih, npr. v plemiških sobanah, v dvoranah mestnih hiš, v jedilnicah, na univerzah, na privatnih vrtovih, v cerkvenih preddverjih, na trgih, na dvoriščih gostiln… Slednje prizorišče je postalo zelo priljubljeno od sredine 16. stol. dalje. Šele leta 1576 (ko je bilo Shakespearu 12 let) je James Burbage, vodja tedaj vodilne gledališke skupine, dal postaviti za uprizarjanje dramskih del posebno leseno zgradbo, ki jo je imenoval kar gledališče. Kmalu nato je nastala še druga vrsta gledališč.
V elizabetinskem gledališču večinoma vse vloge igrajo moški.